# Enrico Dordoni
Enrico Dordoni (Genova, 15 maggio 1941) è un ex calciatore italiano, di ruolo difensore.
Per la stagione 2008-2009 è stato opinionista sportivo per conto della televisione regionale ligure Primocanale.

## Caratteristiche tecniche
Era un difensore esterno utilizzato sia a sinistra che a destra.

## Carriera
Cresce nella Sampdoria che lo manda a fare esperienza alla Lucchese in Serie B prima e alla Vis Pesaro (Serie C) poi.
Torna quindi alla Sampdoria, disputando con i blucerchiati quattro stagioni da terzino titolare, di cui tre in Serie A, e conquistando con la formazione ligure la vittoria nel campionato cadetto nella stagione 1966-1967.
Passa quindi all'Atalanta, sempre nel massimo campionato, per la stagione 1968-1969 in cui ottiene 13 presenze chiudendo il torneo all'ultimo posto. Dopo un altro anno alla Sampdoria, senza scendere in campo, conclude la carriera nello Spezia, in Serie C.
In carriera ha totalizzato complessivamente 78 presenze in Serie A e 47 in Serie B.

## Palmarès

### Club

#### Competizioni nazionali
- Serie B: 1

Sampdoria: 1966-1967